# رو خرس بزرگ
رو خرس بزرگ یک ستاره است که در صورت فلکی خرس بزرگ قرار دارد.